# Locro
El locro o lojro (del quechua ruqru o luqru) es una especie de guiso de origen prehispánico y preincaico, típico de varios pueblos andinos, a base de zapallo, maíz ─especialmente blanco─ , poroto blanco y papas, originario del área de la cordillera de los Andes, en Colombia, Ecuador, Perú, Bolivia, Paraguay, Chile y Argentina.

## En Argentina

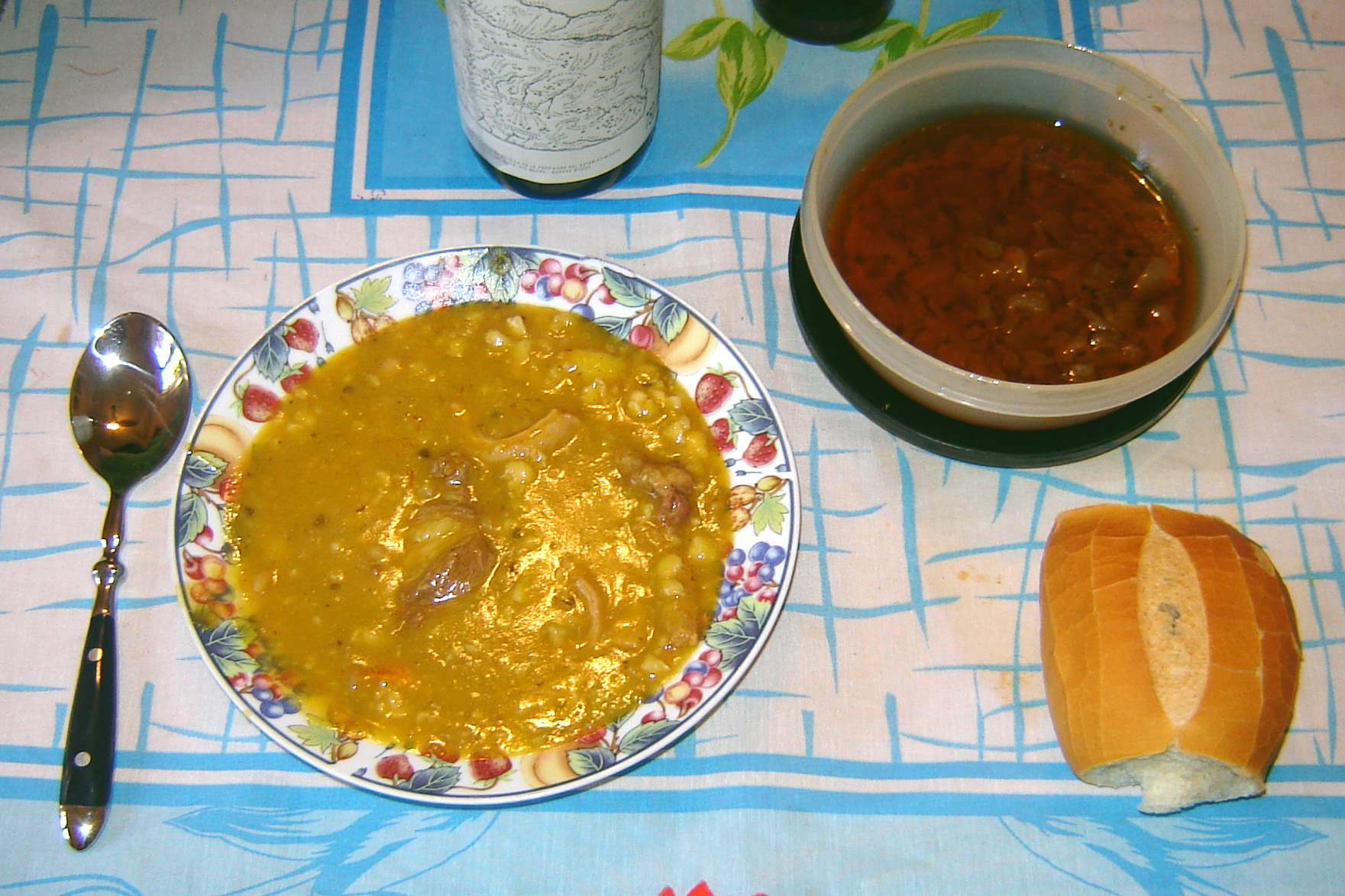
Locro, pan y quiquirimichi

En Argentina su consumo se ha extendido desde el Noroeste  y Cuyo hacia el resto del país. En la provincia argentina del Neuquén además del locro de maíz se prepara una especie de locro con arvejas, y en el Noreste argentino se prepara también el locro sobre la base de la mandioca.
Aunque el locro argentino tiene orígenes indoamericanos, su preparación argentina desde al menos hace tres siglos sintetiza los aportes gastronómicos europeos: por ejemplo el chancho, los chorizos, mondongo y numerosos aliños han sido aportados por los europeos (especialmente por los españoles).
Hay varios tipos clásicos de locro, aunque el más extendido y típico es de maíz blanco, porotos blancos o porotos pallar, zapallo y productos cárnicos vacunos y porcinos. También existen variantes con mandioca e incluso con el grano del trigo.
Merece también mención el locro de choclo, que utiliza maíz fresco (blanco, especialmente) en lugar del tradicional blanco partido seco. A diferencia del locro clásico, esta variante se cocina comúnmente en verano, temporada en la que el maíz se cosecha. 
Así, al locro argentino se lo prepara según multitud de recetas, siendo lo único invariable su base vegetal y el procedimiento de cocción, a fuego lento durante varias horas. De acuerdo a la región se lo prepara con carne de vacuno fresca o seca (charqui), vísceras como la tripa gorda o el chinchulín, embutidos y costillas o despojos de chancho (manos, patas, cola, orejas y cuero, tocino, grasa de pella); las carnes se cuecen por separado y se añaden luego al preparado de vegetales entre los que suele destacarse el zapallo (especialmente el redondo de cáscara grisácea llamado por esto zapallo plomo), que suele dar color amarillo al locro, y granos de maíz blanco, porotos e incluso granos de trigo –en Argentina se prefiere el locro con granos de maíz blanco y al locro basado en granos de maíz triturados se le llama frangollo–, vegetales que por el almidón presente en sus componentes hacen que el preparado alcance la densidad de una crema. Sustancioso y nutritivo es un plato típico del invierno. Los condimentos que usualmente se agregan al locro son: sal, pimentón dulce, ajo, laurel, comino y orégano. 
Se lo adereza después de la cocción de manera acorde, con una salsa picante preparada a base de aceite (o grasa), ají molido, pimentón, cebolla de verdeo y sal, llamada quiquirimichi.
El locro suculento (denso y con variados y abundantes ingredientes) suele recibir el nombre de locro pulsudo; por contraparte, se llama huaschalocro, es decir "locro pobre" sin carne o uascha locro (del quechua: wakcha luqru), al locro "liviano" preparado con el mínimo de ingredientes y con una consistencia chirle. Una variedad gastronómica próxima al huaschalocro es el mote.
También se denomina «pulsudo» en Argentina al locro que además de ser sustancioso y pletórico en calorías está muy condimentado, como el locro con ají cumbarí como ocurre en ciertas zonas del Noroeste argentino y en especial en ciertas zonas de la provincia argentina de La Rioja.

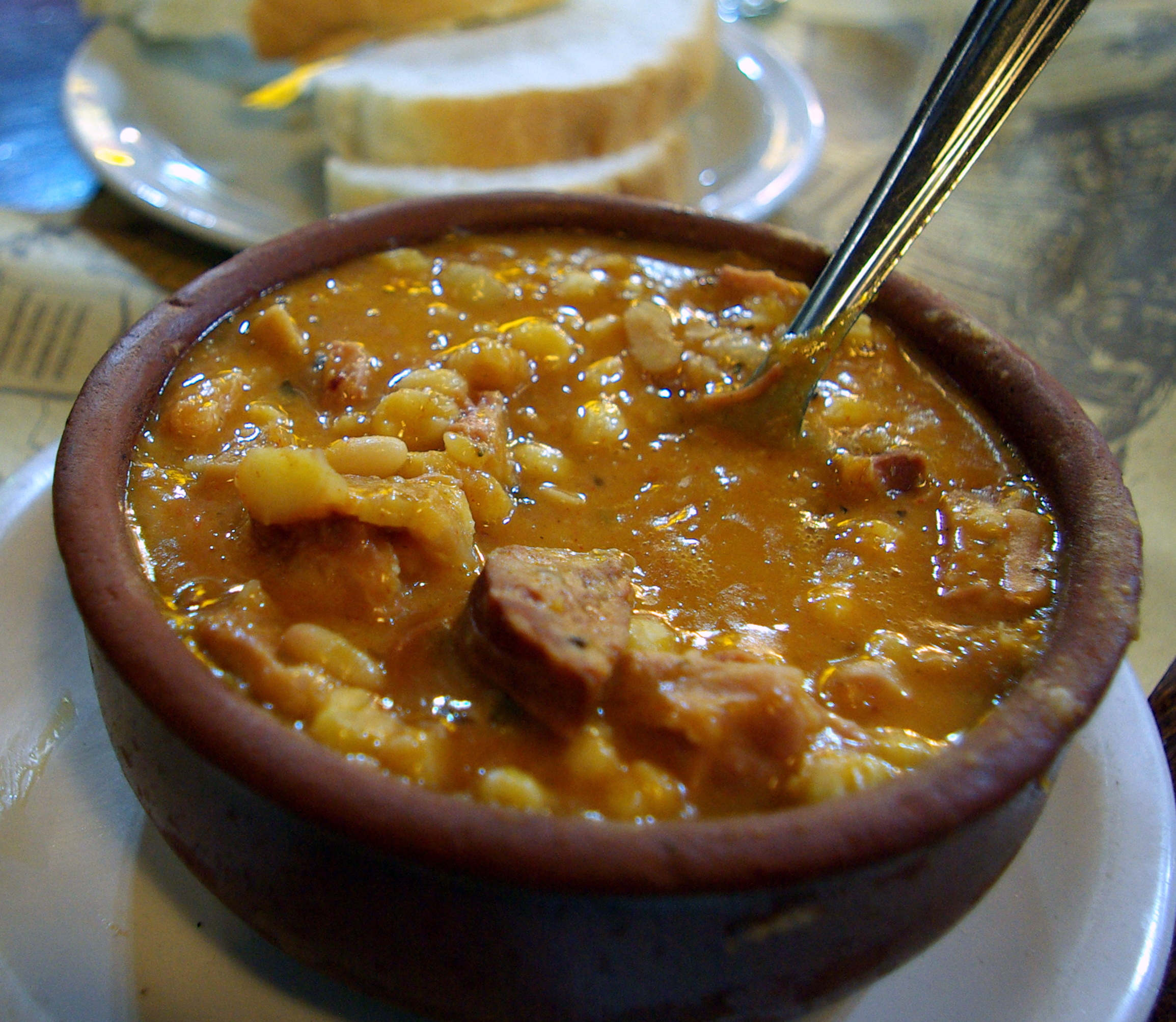
Cazuela de locro

Alimento con muchas calorías y nutrientes, el locro resulta muy adecuado para consumir durante los inviernos o en zonas frías. Tradicionalmente se consume de manera masiva el 1 y el 25 de mayo, día en que se conmemora la formación del primer gobierno patrio argentino, el cual se estableció el 25 de mayo de 1810. Por este motivo, ha pasado de ser un plato regional y tradicional a ser uno de los platos nacionales de Argentina para festejar las fechas patrias: en las dos fechas patrias argentinas - 25 de mayo, fecha desde 1810 de la independencia de facto o concreta de Argentina desde 1810, y 9 de julio, fecha en que, en 1816 en San Miguel de Tucumán,  explícitamente fue proclamada la independencia argentina. Suele ser tradicional el desayuno de infusiones de chocolate con leche y facturas que se dan en las escuelas el 25 de mayo y el 9 de julio, a diferencia del también tradicional mate cocido que se suele dar durante la mayor parte de cada año en las escuelas públicas, cuarteles y regimientos militares, etcétera, acompañados por pastelitos criollos. Eventualmente existe la costumbre de convidar a los invitados con pequeñas cazuelas de locro en las celebraciones de casamientos.

En los días fríos los adultos tienen como excelente acompañante de un locro caliente a un buen vino tinto como el malbec argentino, y si se consume el locro en días cálidos es preferible un fresco y melado frutado vino blanco torrontés argentino.
Según autorizados autores como Víctor Ego Ducrot el locro argentino se transformó en uno de los platos nacionales argentinos durante la Guerra de Independencia Argentina, y especialmente en la Guerra Gaucha, cuando los gauchos que habían combatido en las filas del Ejército del Norte luego difundieron en la Argentina pampeana, litoral, cuyana, etcétera, el guiso típico del Noroeste argentino; en el Centenario de la Revolución de Mayo, es decir el 25 de mayo de 1910, prácticamente (aunque no se conoce ninguna legislación al respecto) se oficializó al locro como comida nacional en las dos principales fechas patrias.

## En Bolivia
En Bolivia, el locro es una comida variada: en el occidente conserva las características del locro de los Andes, mientras que el locro del Oriente boliviano, en cambio, es un caldo que se caracteriza por tener trozos de charque, arroz, plátano verde y cebollín, acompañado con plátano hervido. También típicamente cruceños son el locro de choquizuela y el locro de joco; otras variedades cruceñas son las de tatú carreta, locro con plátano (banana), masaco, locro de gualuza (o papa camba), con diferentes tipos de carne: charque, anta (tapir), cola saraza, tira, torcaza, gallina criolla, menudos (hígado, riñones etcétera) y el locro de gallina criolla, este tipo de locro tiene como ingrediente característico la carne de gallina o gallo que son criadas en "nuestro propio hogar", puesto que no están sometidas a las hormonas de crecimiento como las de empresas avicultoras. Es frecuente en la región de Santa Cruz de la Sierra que se utilice el vegetal llamado popularmente urucú para edulcorar de rojo a la variedad de locro llamada locro carretero.
Otra variante –bastante diferente y menos frecuente que el locro de choclo o frijoles– es el locro de papas.

## En Colombia
Es un plato típico del suroccidente del país, especialmente en la región en torno a San Juan de Pasto. La receta nariñense del locro emplea ingredientes como los ullucos, la papa pastusa y la papa chaucha.

## En Ecuador

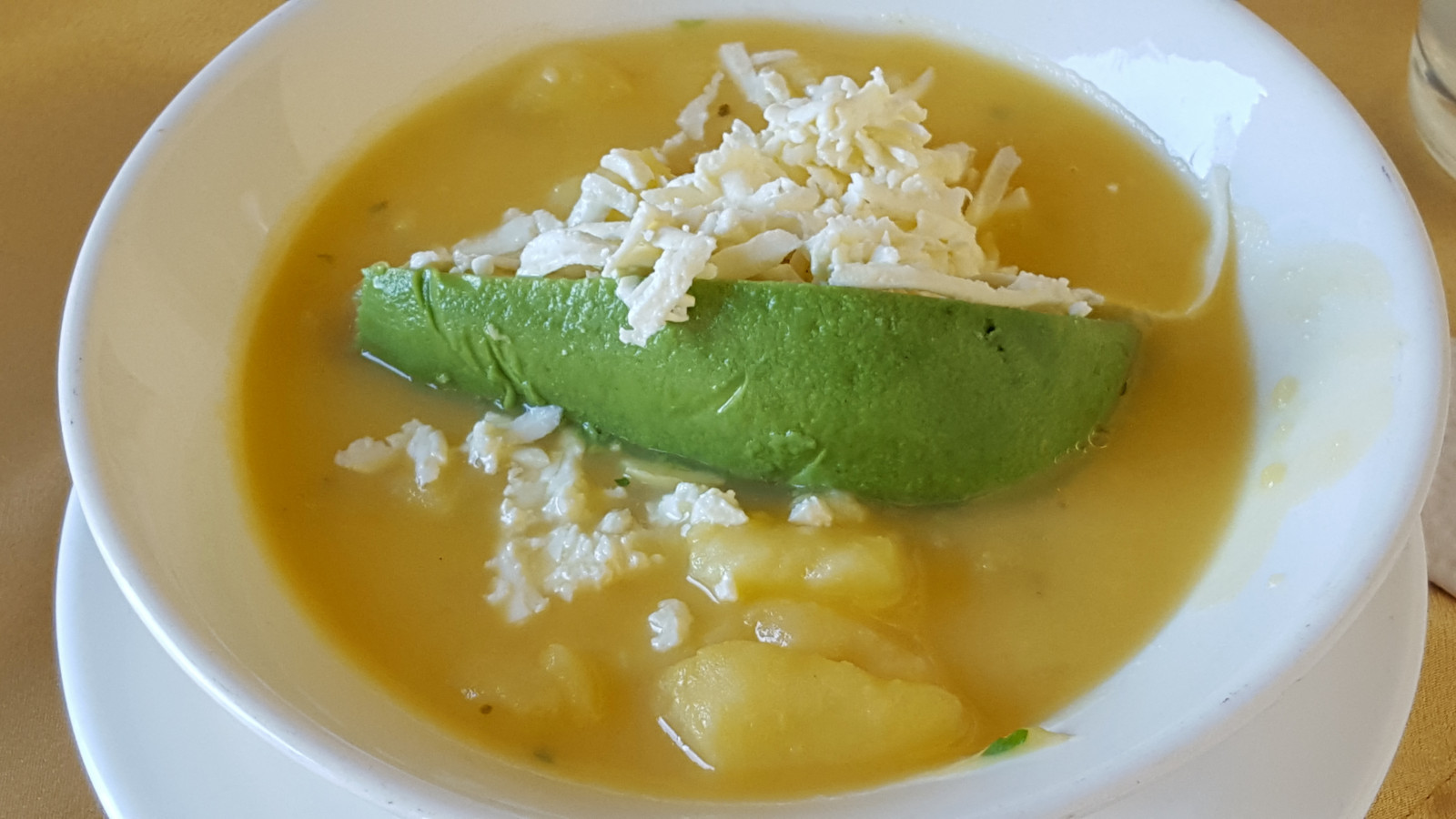
Locro de papa en Ecuador

En Ecuador también existen variantes regionales y locales. Su principal característica es llevar papas muy cocidas o disueltas mezcladas con papas menos cocidas y más duras; también se le agrega quesos, dando una combinación de consistencias muy característica. Algunas variantes ecuatorianas populares incluyen al yahuarlocro que contiene menudencias y sangre frita de borrego, y el locro de queso.

## En Perú

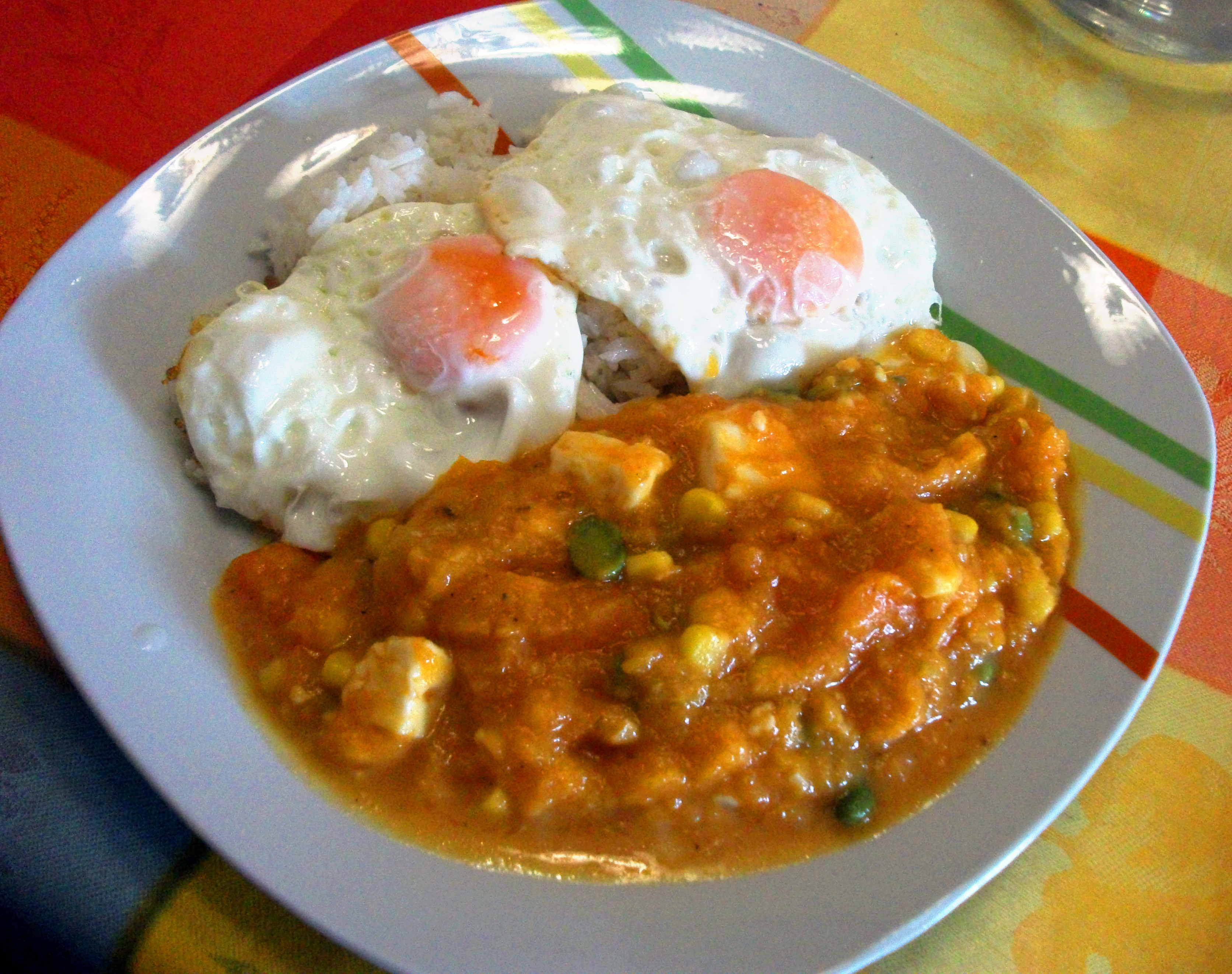
Locro limeño

En el Perú antiguo y moderno se consume, con sus variantes, en la costa, la sierra y la selva, en toda época del año. Casi cada región o localidad tiene su propia variante de este plato.
En Arequipa se hace "locro de pecho", "locro con pancita" y "locro con choncholí". La base de la receta es la misma: se sancocha la carne con ajo y hierbabuena; para darle un sabor especial se le echa también chalona o charqui. En una sartén se hace un ahogado sofriendo ají colorado molido con cebolla y ajo muy finamente picados o molidos y se echa esto al caldo con la carne. Cuando está suave, se añaden las papas cortadas en trozos grandes (harinosas, como la papa amarilla o peruanita) y se deja que cocinen lo suficiente para majarlas con la cuchara. Se sirve con bastante perejil y culantro picado encima y con una pequeña porción de arroz graneado.
En Lima se hace el "locro de zapallo", existiendo preferentemente locros de zapallo macre y de zapallo loche. Una de las formas de hacerlo es ésta: En aceite caliente se hace un sofrito de cebolla picada, ajo y cebolla. Se añade agua y se agrega zapallo macre (en 2 tercios) y papa blanca harinosa (en un tercio) en trozos medianos. Se agrega una rama de huacatay y orégano y se deja cocinar unos minutos, lo suficiente para que ablanden y se puedan majar con una cuchara de palo. No debe estar muy espeso. Se añade luego choclo desgranado y si se desea, arvejas y se deja unos pocos minutos más. Se verifica la sal y la pimienta antes de retirar. Además, se sirve con arroz blanco y si se desea, con alguna carne frita o guisada o con huevo frito.
Otros locros que se preparan son el "locro de gallina" en Huánuco, el "locro de mariscos", el "locro de camarones", etcétera.